# Centro de Arte Alcobendas
El Centro de Arte Alcobendas es un museo municipal ubicado en la ciudad de Alcobendas, en la Comunidad de Madrid. El edificio, obra de los arquitectos Fernando Parrilla Villafruela y María Isabel Muñoz Parrilla fue proyectado en 2006 y construido donde antiguamente se ubicaba la Casa Municipal de la Cultura y la Universidad Popular de Alcobendas. 
La sede del museo, que genera su propia energía mediante placas solares, dispone de nueve plantas que albergan exposiciones, un auditorio, un amplio punto de encuentro y una mediateca.
El centro fue inaugurado en 2011, y cuenta con la amplia Colección de Fotografía Alcobendas, así como con exposiciones temporales.

## Galería

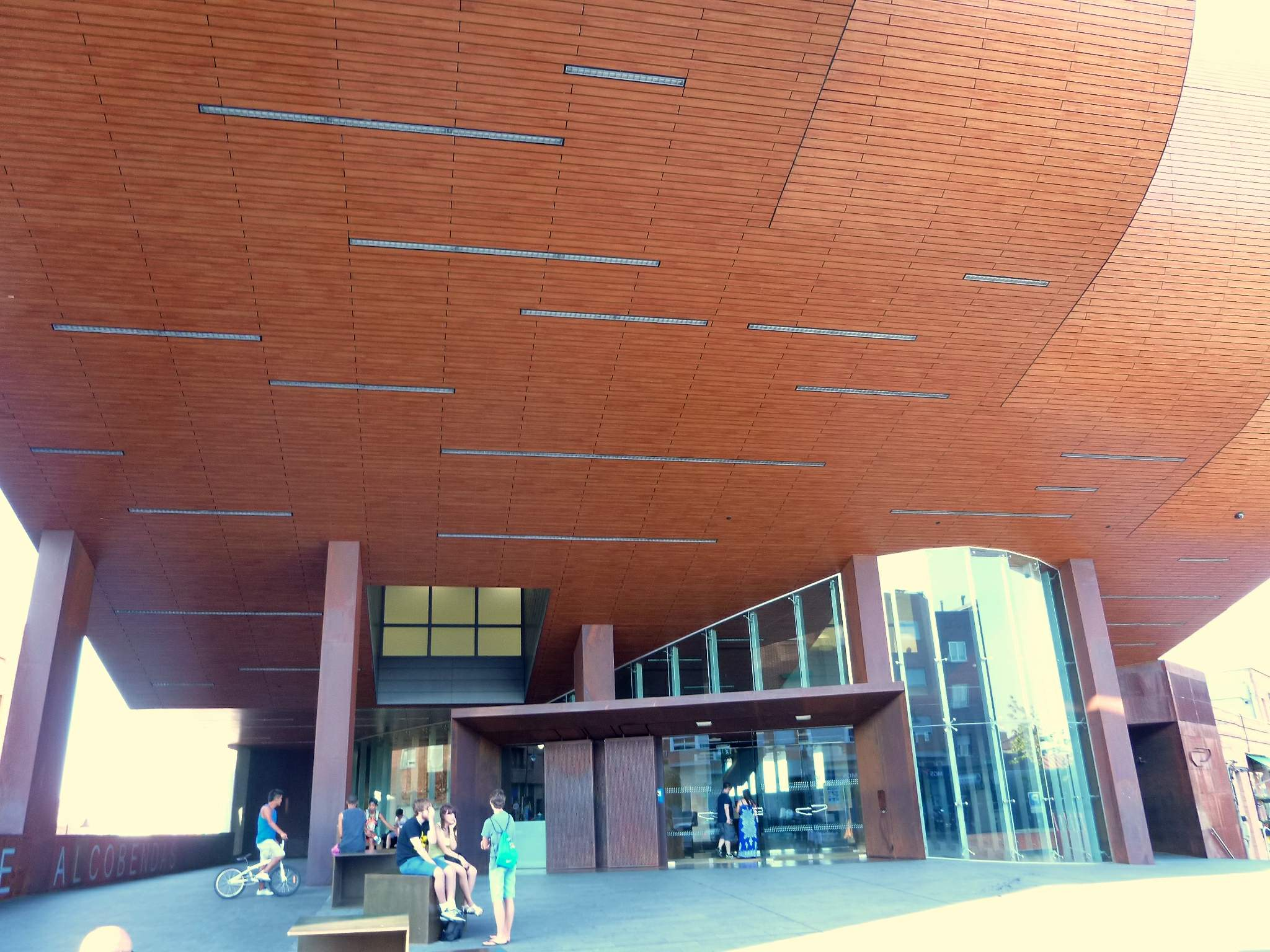
Entrada al recinto
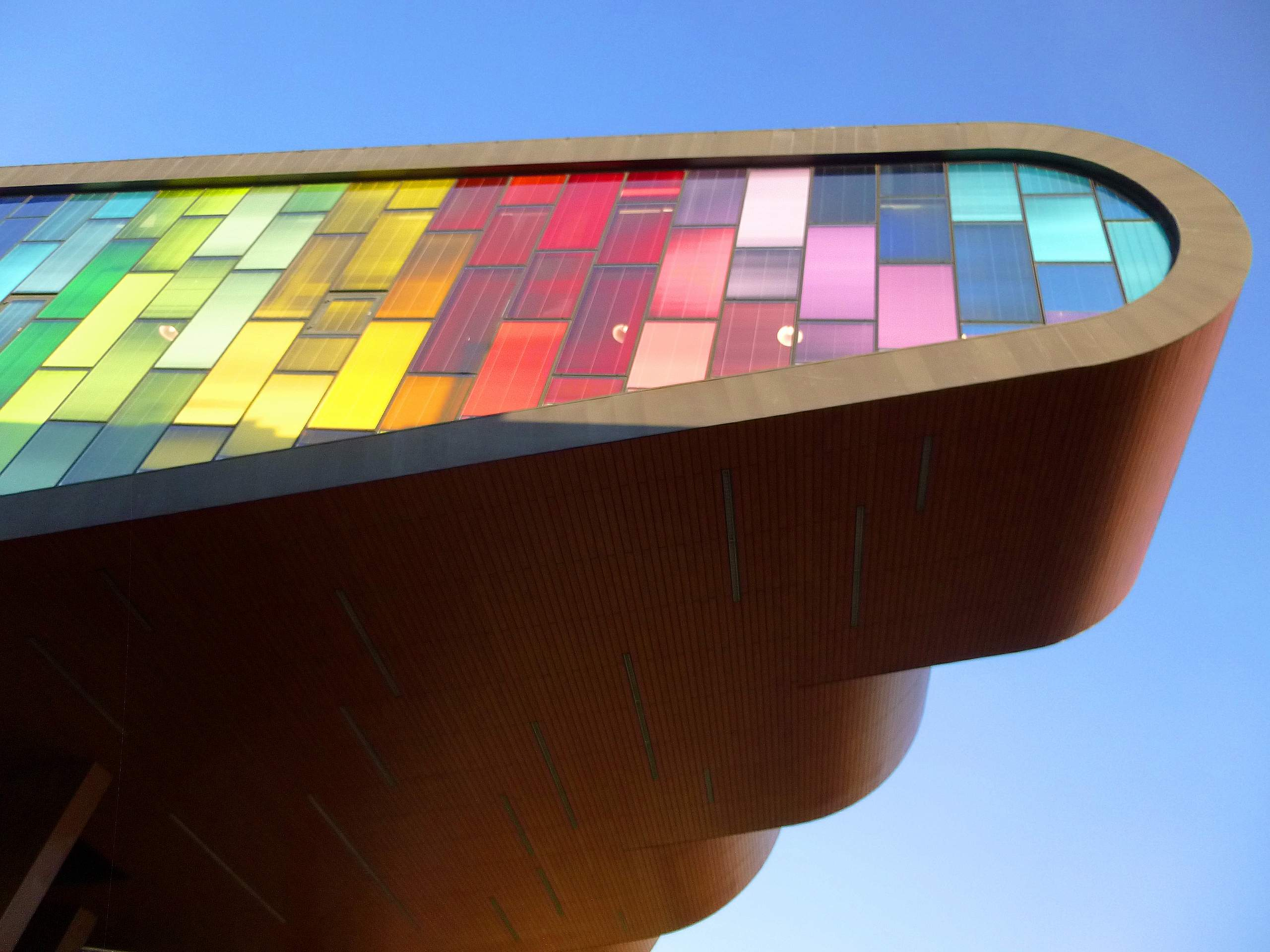
Detalle de las vidrieras
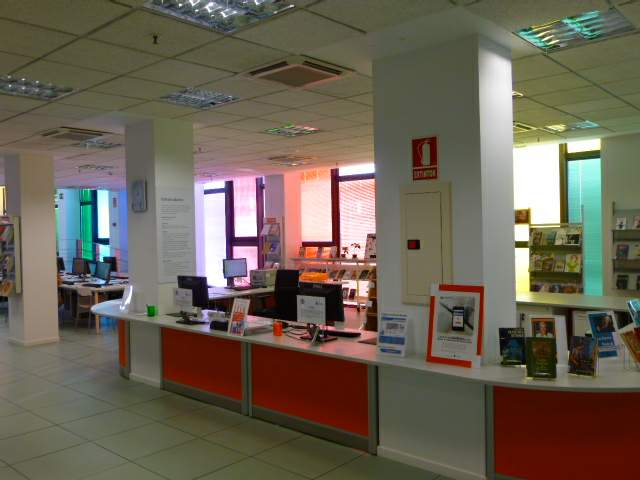
Mediateca
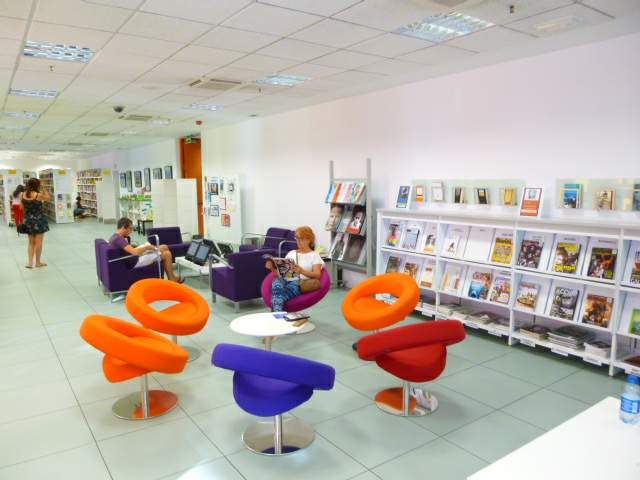
Mediateca